# Llano de la Cruz
Llano de la Cruz es un corregimiento del distrito de Parita en la provincia de Herrera, República de Panamá. La población tiene 318 habitantes (2010).